# 生田敦夫
生田 敦夫（いくた あつお、1960年（昭和35年）- ）は、京都市生まれの新古美術・文化財保存修復師、装幀製本家・近代文学研究・著述家。アトリエ・サバト館代表。雅号に「洗竹亭」「裏山鹿楼」「花折鎮鯰居士」他。

## 人物
父は仏文学者・生田耕作。

祖父は、富山県と岐阜県境の平家谷・五箇山（富山県東礪波郡五箇山（世界遺産））3村（上平村、平村、利賀村）の初代村長・生田長四郎の孫で、祇園の一流料理人（割烹ちとせ）。
1980年代　アフリカ・アラブ・インド・東南アジアほか国内外、第三世界を主に数年に渡り放浪。

1988年、富山県在住の日本画家・藤森茂夫(故人・高岡大仏地獄絵図作者)アトリエに寄宿師事。

1990年、京都へ戻り、第三世界からの輸入貿易を始める。

1994年、経師大入工房にて、修復・製本技術を学ぶ。

1997年、独立。新技術の開発・保存修復並びに装幀製本、数千点。

　　　　　書籍収集家としても知られる。
父・生田耕作と共に収集を続けた泉鏡花コレクションは、点数の多さとクオリティーが高く評価されている。

2004年（平成16年）に「生田コレクション」として全点、石川県金沢市の泉鏡花生家跡にある泉鏡花記念館に収まる。
尾崎紅葉と共に硯友社を立ち上げた、忘れられた明治の文豪・江見水蔭を発掘。近代文学書籍探求の第一人者・大阪浪花書林の梶原正弘（故人）と「江見水蔭特輯」を編纂、水蔭の復権を成す。
「陰翳礼賛・日本の灯について」（京都造形芸術大学春秋座）、「書籍保存における修復を考える」（奈良県立図書情報館）他、講演多数。

## 来歴
- 京都文藝復興倶楽部幹事。

- 金沢市立泉鏡花記念館、室生犀星記念館、徳田秋聲記念館設立に協力（1999年～2008年）。
- 金沢市立泉鏡花記念館「生田コレクション展」開催（2002年）。
- 泉鏡花資料全点（生田コレクション）を泉鏡花記念館に譲渡（2004年）。
- 金沢市立泉鏡花記念館開館5周年記念「生田コレクション展」開催（2004年）。
- 京都資料約五百点を京都造形芸術大学図書館へ譲渡（2004年）。
- 米国 Donald H. Sheehan Gallery にて「KYOTO MEMOIRS Moon, Bridges, Geishas Along the Kamo River」特別展開催（2006年）。
- 個展、グループ展多数。
- ウィットマン大学（米国）美術科客員教授、文学部講師（2006年～2007年）
- 畿央大学講師（2010年）
- 京都造形芸術大学 講師（2006年～）
- 京都造形芸術大学 美術工芸学科　製本装丁　プロフェッショナル研究　一般教養講師（2015年～）

## 親族
実母・章子は日本画家で、師は秋野不矩。

章子の父（敦夫の祖父）は、東久邇宮従の軍医・衣川幸三。
父・耕作の後妻・かをる(故人、旧姓・広政)は、生田耕作の死後「奢灞都館」の活動を最晩年まで引き継いだ。
兄・生田文夫は翻訳家・著述家。
叔父の萩原貞二郎は翻訳家。その娘（小母）の生田智恵子は出版・編集グループ「エディシオン・アルシーヴ」に関わっていた。智恵子の夫に、フランス神秘思想研究者の田中義広。

## 主な著作
- 歌行燈の灯ともす旅
- 鏡花本今昔こぼれ話
- 江見水蔭
- かくれんぼ

他多数。